# Octomeria chloidophylla
Octomeria chloidophylla är en orkidéart som först beskrevs av Heinrich Gustav Reichenbach, och fick sitt nu gällande namn av Leslie Andrew Garay. Octomeria chloidophylla ingår i släktet Octomeria och familjen orkidéer. Inga underarter finns listade i Catalogue of Life.